# D 975 (Türkei)
Die Straße D 975 (Devlet yolu 975) ist eine Straße im Osten der Türkei. Sie verbindet die Städte Iğdır, Van und Hakkâri. Von ihrem Anfang im Norden bis nach Karahan ist sie Teil der Europastraße 99. 362 km der Straße verfügen über geteilte Fahrbahnen, sind aber nicht kreuzungsfrei ausgebaut.

## Verlauf

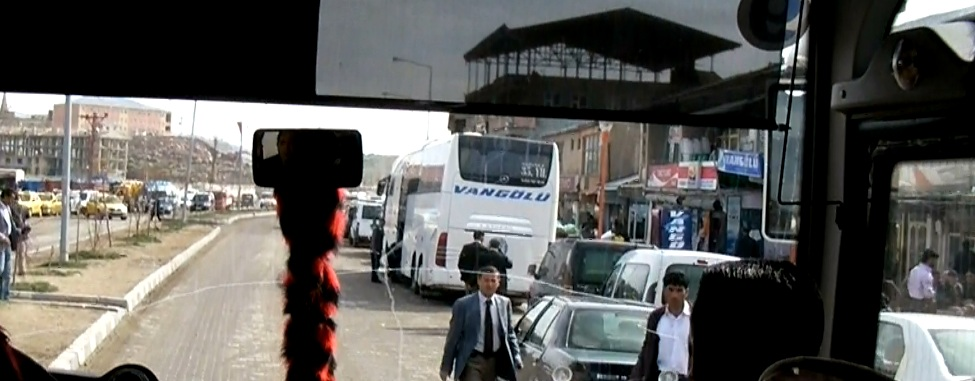
Straßenszene in Çaldıran (2010)

Die Straße beginnt im Norden in der Provinzhauptstadt Iğdır an der von Horasan im Westen kommenden, in die aserbaidschanische Exklave Nachitschewan führenden Straße D  080 und führt westlich am Berg Ararat (Büyük Ağrı Dağı) vorbei über den Pamuk-Pass (1680 m) in das 49 km südlich gelegene Doğubeyazıt. Dort trifft sie auf die in den Iran führende D D100 (Devlet yolu 100, zugleich Europastraße 80), mit der sie über 7 km gemeinsam nach Westen verläuft. Sie zweigt wieder nach Süden ab und führt über den 2644 m über dem Meer gelegenen Pass Tendürek Geçidi in das 59 Straßenkilometer entfernt gelegene Çaldıran. Dabei nähert sie sich bis auf Sichtweite den Grenzsperranlagen zum Iran. Sie führt weiter den Fluss Bendimahi Çayi flussabwärts entlang über Muradiye zur Nordostecke des Vansees in Karahan, wo die am Nordufer des Sees abzweigende Straße D 280 zur D 290 und zur D 965 nach Tatvan, Bitlis und Diyarbakır führt, der die E 99 nun folgt. Von dort folgt die D 975, teils in beträchtlichem Abstand, dem See in die Provinzhauptstadt Van, die sie zunächst nach Süden über den Pass Kurubaş Geçidi (2225 m) verlässt und sich anschließend nach Osten wendet. Sie verläuft über den Pass Zernek Boğazı (1930 m) am Stausee Zernek barajı vorbei, ändert ihre Richtung nach Südosten und führt über die Passhöhe des Güzeldere Geçidi (2710 m) nach Başkale. Von dort führt sie über 45 km nach Süden, bis sie beim Zusammentreffen mit der D 400 rund 40 km nordöstlich von Hakkâri im Tal des Großen Zab endet.